# John Cassin
John Cassin   (Upper Providence Township, 6 de setembre de 1813 - Filadèlfia, 10 de gener de 1869) va ser un ornitòleg i algòleg estatunidenc.
És considerat com un dels ornitòlegs nord-americans més importants, ja que va descriure 198 aus que no havien estat prèviament esmentades per Alexander Wilson ni per John James Audubon.
Les obres més conegudes de Cassin són Illustrations of the Birds of Califòrnia, Texas, Oregon, British and Russian America (1853-56), i Birds of North America (1860), escrit juntament amb Spencer Fullerton Baird i George Newbold Lawrence.
La seva salut es va veure molt alterada pels dies de la Guerra civil. Va morir el 1869, amb 55 anys, d'intoxicació per arsènic, causada per la manipulació de pells d'ocells conservades amb arsènic.

## Altres publicacions
- john Cassin. 1858. Mammalogy and ornithology. Editor Lippincott, 4 pàg.
- -----------------. Explorations and Survey for a Railroad Route from the Mississippi to the Pacific Ocean. 1858
- -----------------. Ornithology of the Japan Expedition 1856
- -----------------. Ornithology of Gillies's Astronomical Expedition to Chili. 1855
- -----------------. Birds of Xile. 1855
- -----------------. Ornithology of the United States Exploring Expedition. Washington, 1845

### Llibres
- john Cassin. 2010. Illustrations of the Birds of Califòrnia, Texas, Oregon, British and Russian America. Intended to Contain Descriptions and Figures of All. Editor General Books LLC, 230 pàg. ISBN 1155080300
- spencer Fullerton Baird, John Cassin, George Newbold Lawrence. 1860. The birds of North America. Natural sciences in America. Edició	il·lustrada, reimpresa per Arno Press, 1.005 pàg.